# Heilige Hallen (Sächsische Schweiz)
Die Heiligen Hallen sind ein Naturschutzgebiet im Landkreis Sächsische Schweiz-Osterzgebirge. Es liegt am Nordrand der Sächsischen Schweiz im Übergang zum Lausitzer Bergland östlich von Sebnitz am Nordhang des knapp 600 Meter hohen Tanečnice (deutsch Tanzplan). Ausgewiesen wurde das Naturschutzgebiet 1961, nachdem es bereits 1958 vorläufig unter Schutz gestellt worden war.

## Lage und Geologie
Die Heiligen Hallen ziehen sich im Sebnitzer Wald etwa von der Staatsgrenze zu Tschechien über den steilen Nordhang des Tanzplans talwärts bis fast ans Ufer der Sebnitz. Sie bilden mit dem umliegenden Wald das FFH-Gebiet „Sebnitzer Wald und Kaiserberg“, zu dem außerdem noch das westlich benachbarte Naturschutzgebiet Gimpelfang gehört. Dieses schützt vor allem den FFH-Lebensraumtyp 9110 der Wald-Hainsimsen-Buchenwälder.
Naturräumlich zählt das Naturschutzgebiet bereits zum Lausitzer Bergland und nicht mehr zum Elbsandsteingebirge, wird aber als Randlandschaft der Sächsischen Schweiz zugeordnet. Geologisch ist der Nordhang des Tanzplans aus Biotit-Granodiorit vom Typ Zawidów (auch als Seidenberger oder Ostlausitzer Granodiorit bezeichnet) aufgebaut. In den steileren Hangbereichen haben sich quartäre Schuttdecken und kleinere Blockmeere gebildet. Im nördlichen, talnahen Bereich haben sich Lösslehme abgelagert. Die Böden sind vorwiegend Parabraunerde-Braunerden sowie im Bereich der Blockmeere kleinflächigere Skeletthumusböden. Die Heiligen Hallen ziehen sich bis in eine Höhenlage von etwa 500 Metern, entsprechend montan ist das Klima mit einer mittleren Jahrestemperatur von lediglich 7 Grad Celsius.

## Flora und Fauna
Der Name der Heiligen Hallen deutet bereits auf die vor allem im südlichen Teil anzutreffenden Buchenwälder mit hallenartigen Charakter hin. Daneben finden sich jüngere Weißtannenbestände und Fichten. Typisch für diesen Lebensraum des bodensauren Wald-Hainsimsen-Buchenwalds ist das weitgehende Fehlen einer Strauchschicht. Die Bodenschicht ist unter anderem durch Eichenfarn, Breitblättrigen Dornfarn, Fuchssches Greiskraut und Behaarte Hainsimse charakterisiert. Weiterhin kommen Bergfarn, Alpen-Hexenkraut und verschiedene Seggenarten vor.
Die Tierwelt ist in den Heiligen Hallen durch mindestens 24 Brutvogelarten vertreten, darunter Hohltaube, Waldkauz, Schwarzspecht und Gimpel. Ebenfalls zu finden sind die in der Sächsischen Schweiz ansonsten bereits seltenen Baummarder und Haselmaus. Wichtig sind die Heiligen Hallen als Lebensraum für Fledermäuse, vor allem Großes Mausohr und Bechsteinfledermaus. Reptilien sind nur gering vertreten, zu nennen sind hier vor allem Kreuzottern.

## Sonstiges
Im oberen Teil der Heiligen Hallen liegt der „Taufstein“, ein niedriger Granitstein mit Mulde. Während des Dreißigjährigen Krieges dienten die Heiligen Hallen mehrfach als Zufluchtsort für die Bewohner von Sebnitz und den umliegenden Dörfern. Der Sage nach wurden in dieser Zeit neugeborene Kinder im Taufstein getauft.